# JWH-122
JWH-122 – organiczny związek chemiczny z grupy syntetycznych kannabinoidów. Działa jako agonista receptorów kannabinoidowych, ze stałą inhibicji Ki 0,69 nM do receptora CB1 i 1,2 nM do CB2. Został odkryty przez Johna W. Huffmana, od którego nazwiska pochodzi nazwa całej rodziny JWH. JWH-122 został zdelegalizowany w Polsce w maju 2011 roku.